# Földrajzi vikarizmus

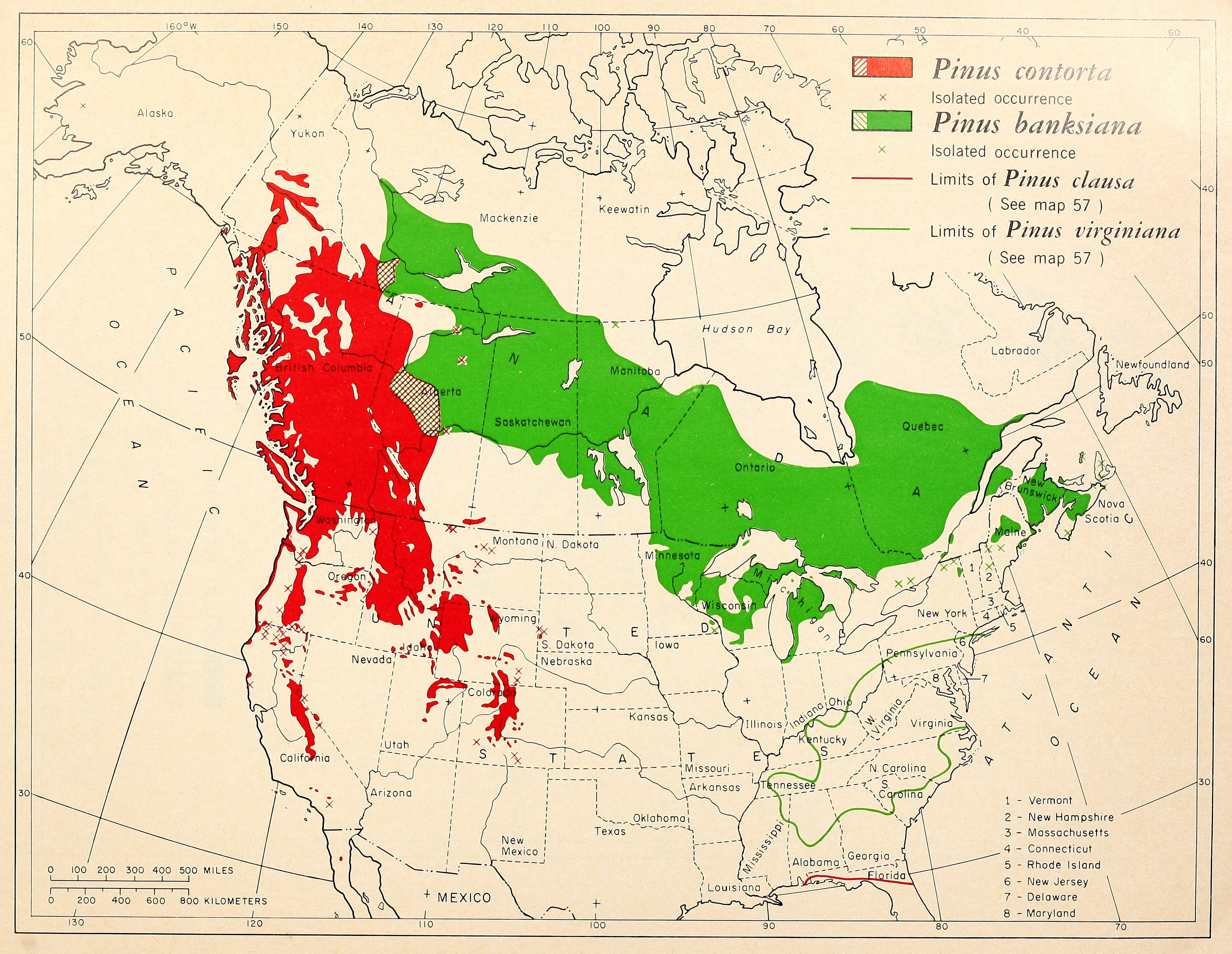
A csavarttűjű fenyő (piros) és a Banks-fenyő (zöld) elterjedése

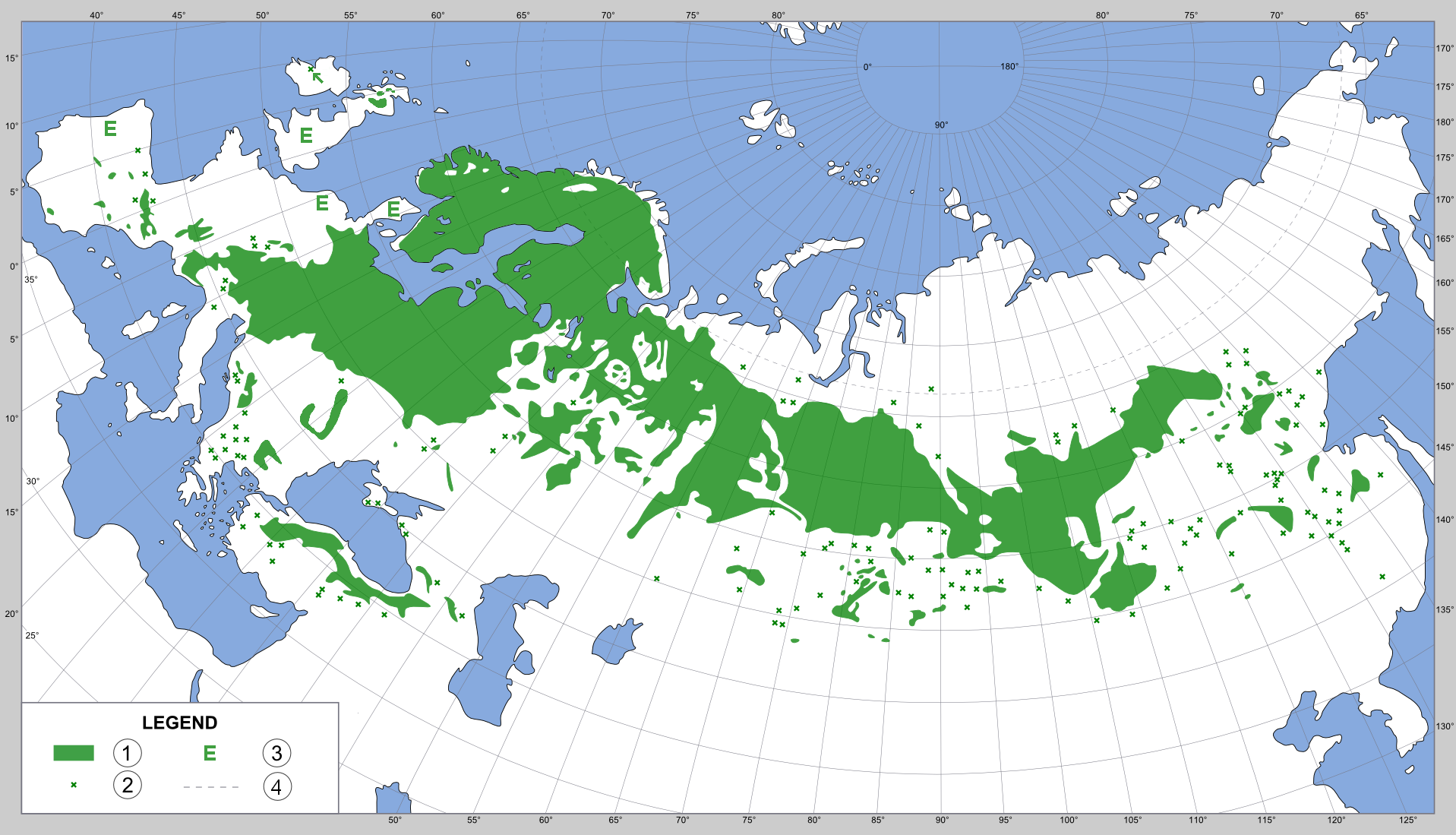
Az erdeifenyő (Pinus sylvestris) elterjedési területe

A földrajzi vikarizmus az allopatikus elkülönülés (fajhelyettesítés) azon változata, amelyben a rokon fajok különböző földrajzi tájakon foglalják el ugyanazt az ökológiai fülkét (helyettesítik egymást). Két fajtája a horizontális és a vertikális földrajzi vikariálás.

## Horizontális vikariálás
A horizontális vikariálás olyan allopatikus elkülönülés, amely során a közös ős utódai különböző földrajzi régiók (nagytájak, kontinensek, féltekék) egymáshoz igen hasonló ökológiai fülkéiben fejlődnek önálló fajokká.
A rokon nemzetségek vikarizmusaként az északi féltekén elterjedt bükkfajokat (Fagus spp.) a déli féltekén a bükkfavirágúak (Nothofagus spp.) helyettesítik.
Fajok, illetve kontinensek vikarizmusának néhány példája (elöl az észak-amerikai, hátul az eurázsiai fafajjal):
- folyóparti nyár (Populus deltoides) — fekete nyár (Populus nigra),

- amerikai rezgő nyár (Populus tremuloides) — rezgő nyár (Populus tremula),

- Banks-fenyő (Pinus banksiana) — erdeifenyő (Pinus sylvestris).

Ugyancsak fajok vikarizmusa kontinensen belül, a Mediterráneumban:
- andalúziai jegenyefenyő (Abies pinsapo) — numídiai jegenyefenyő (A. numidica) — szicíliai jegenyefenyő  (A. nebrodensis) — görög jegenyefenyő (A. cephalonica) — kilíkiai jegenyefenyő (A. cilicica) — [[]] (A. nordmanniana) — kaukázusi jegenyefenyő  (A. borisii-regis) — makedón jegenyefenyő  (A. bornmuelleriana)

A lágyszárúak vikarizmusának ismert példája a fehér virágú szegfűk (Dianthus spp.) öt faja, a hunyorok (Helleborus spp.) három faja stb.

## Vertikális vikariálás
A vertikális vikariálás az a jelenség, amikor valamely taxont a tengerszint feletti magasság változásával egy másik, vele rokon taxon vált fel.
Példák a fajok vertikális földrajzi helyettesítésére (elöl az alacsonyabb, hátul a magasabb régiókban termő fajokkal):
- mézgás éger (Alnus gluticosa) — hamvas éger (A. incana),

- fekete bodza (Sambucus nigra) — vörös bodza (S. racemosa),

- erdei iszalag (Clematis vitalba) — havasi iszalag (C. alpina),
- pettyegetett tüdőfű (Pulmonaria officinalis) — vörös tüdőfű (P. rubra),

- gumós nadálytő (Symphytum tuberosum) — szívlevelű nadálytő (S. cordatum).

Egymást helyettesítő alfajok (elöl az alacsonyabb, hátul a magasabb régiókban termők):
- madárberkenye: (Sorbus aucuparia ssp. aucuparia) — (Sorbus aucuparia ssp. glabrata)

- molyhos nyír: (Betula pubescens ssp. pubescens) — (Betula pubescens ssp. carpatica)
- közönséges boróka (Juniperus communis ssp. communis) — (Juniperus communis ssp. alpina)